# Патрік Рамбо
Патрік Рамбо (фр. Patrick Rambaud; нар. 21 квітня 1946, Париж) — французький письменник.

## Життя та творчість
З-під його пера вийшло близько тридцяти романів, велика частина з яких — пародії, серед них можна відзначити написану в співавторстві з Мішелем-Антуаном Бюрно «Журналістику без праці» (фр. Le Journalisme sans peine, видавництво «Плон»). Восени 1997 року вийшов роман «Битва» (фр. La Bataille, видавництво «Грассі»), відзначений Великою премією Французької академії (1997) і Гонкурівської премії (1997).
У 2008 році обраний членом Гонкурівської академії, зайнявши місце Д. Буланже.

## Твори
- Les Complots de la liberté — 1832, Grasset, 1976
- Parodies (в соавторстве с Бюрнье), Balland, 1977
- Fric-frac, Grasset, 1984
- La Mort d'un ministre, Grasset, 1985
- Comment se tuer sans avoir l'air, La Table Ronde, 1986
- Virginie Q., Balland, 1988 (під псевдонімом Marguerite Duraille)
- Le Visage parle, Balland, 1988
- Elena Ceausescu: carnets secrets, Flammarion, 1990
- Ubu président, Robert Laffont, 1990
- 1848, Grasset, 1994
- Les Mirobolantes Aventures de Fregoli, Robert Laffont, 1991
- Le Gros Secret: mémoires du labrador de François Mitterrand, Calmann-Levy, 1996 (під псевдонімом Baltique)
- Mururoa mon amour, Lattès, 1996 (під псевдонімом Marguerite Duraille)
- La Bataille, Grasset, 1997
- Le Journalisme dans peine, Plon, 1997
- Les Aventures de mai, Grasset, 1998
- Il neigeait, Grasset, 2000
- Bernard Pivot reçoit…, Grasset, 2001
- Comme des rats, Grasset, 2002
- L'Absent, Grasset, 2003
- Le Sacre de Napoléon — 2 décembre 1804, Michel Lafon, 2004
- L'Idiot du village, Grasset
- Le Chat botté, Grasset, 2006
- La Grammaire en s'amusant, Grasset, 2007
- Chronique du règne de Nicolas Ier, Paris, Grasset, 2008
- Deuxième chronique du règne de Nicolas Ier, Paris, Grasset, 2009
- Troisième chronique du règne de Nicolas Ier, Paris, Grasset, 2010
- Quatrième chronique du règne de Nicolas Ier, Paris, Grasset, 2011